# Marquesado de Arneva
El Marquesado de Arneva es un título creado por Fernando VI, rey de España por Carta/Decreto de 26 de mayo de 1753..

## Comienzos
Victoriano Ignacio Ordóñez de Villaquirant y Juan era el quinto hijo y primer varón del matrimonio formado por Victoriano Ordóñez de Villaquirant y Rocafull y Valeriana Juan Gutiérrez.
Su padre pertenecía a la pequeña nobleza local de Orihuela y en 1700 era el Jurat en Cap del Estament Real del Consell oriolano.
En 1717, Victoriano fue mejorado para que formase mayorazgo con el grueso de sus propiedades.
La fortuna del futuro Marqués de Arneva aumentó considerablemente cuando, cinco años después, su tío Joseph Ordóñez de Villaquirant, canónigo Sachriste de la Santa Iglesia Catedral de Orihuela le nombró también heredero universal.
Por estos años comenzó a formar la heredad que daría nombre al marquesado. Compró grandes extensiones de tierra linderas con la heredad de Arneva a Doña Isabel Ruiz. En 1728 era ya propietario de gran parte de la heredad de doña Isabel, cuyos bienes estaban ejecutados por la Real Justicia y, para rematar la operación, compró al presbítero Agustín Llor la casa y la almazara. Luego siguió comprando más y más tierra que ponía en producción.

Consolidada la heredad de Arneva, se dedicó a la transformación de la casa, herencia de su padre, situada en la calle de Santiago, concretamente la última de la manzana que separaba la calle de la plazuela del Carmen. En 1738 las obras estaban ya en marcha, después de haber adquirido las casa colindantes.

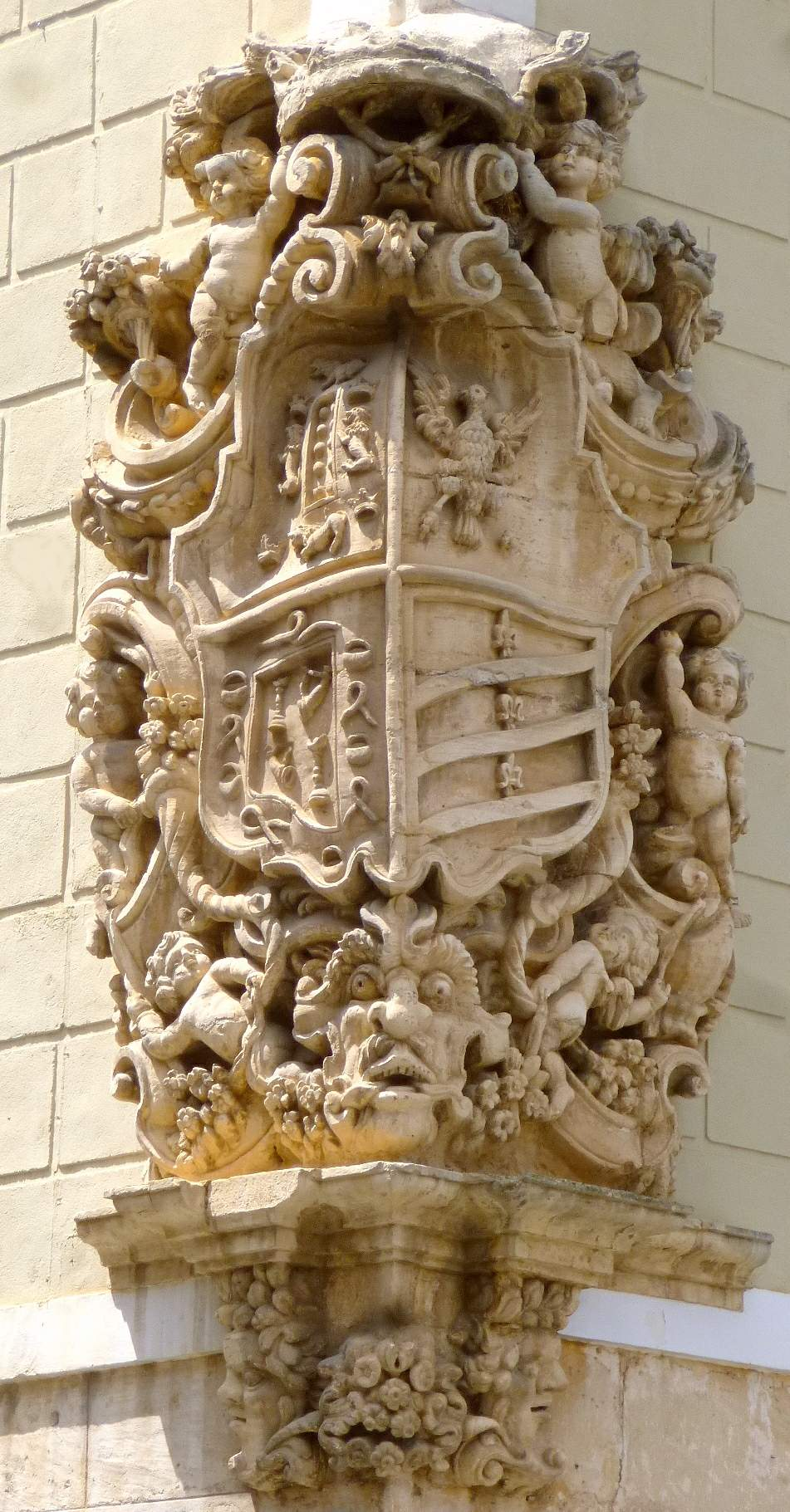
Blasón del Marquesado de Arneva

La culminación de sus ambiciones llegó cuando Fernando VI le concedió el Marquesado de Arneva el 26 de mayo de 1753. Victoriano había llevado su apellido a la verdadera nobleza.

## Escudo de armas
El blasón que se encuentra en el palacio de los marqueses de Arneva en Orihuela, actual Ayuntamiento, presenta los apellidos Ordóñez, Juan, Rocafull y Gutiérrez en sus cuatro cuarteles.

## Marqueses de Arneva
|                          | Titular                                                | Periodo                  |
| Creación por Fernando VI | Creación por Fernando VI                               | Creación por Fernando VI |
| ------------------------ | ------------------------------------------------------ | ------------------------ |
| I                        | Victoriano Ordóñez de Villaquirant y Juan              | 1753 - 1765              |
| II                       | José María Sannazar y Ordóñez de Villaquirant          | 1765 - 1784              |
| III                      | Nicolás Pasqual del Pobil y Sannazar                   | 1784 - 1837              |
| IV                       | María del Carmen Pasqual del Pobil y Ponce de León     | 1837 - 1881              |
| V                        | Ángel Carvajal y Pasqual del Pobil                     | 1881 - 1902              |
| VI                       | María de la Concepción de Carvajal y Pasqual del Pobil | 1902 - 1906              |
| VII                      | María de las Mercedes de Echevarría y Carvajal         | 1906 - 1966              |
| VIII                     | Adolfo Wandosell y Echevarría                          | 1966 - 2005              |
| IX                       | José María Wandosell y Lloret                          | 2005 - actualidad        |

## Linajes
Desde la creación del marquesado de Arneva en 1753 hasta nuestros días son seis los linajes que han sido titulares de este feudo, portando el título de nobleza de Marqués de Arneva. 
- Casa de Ordóñez de Villaquirant (1753 - 1765)
- Casa de Sannazar (1765 - 1784)
- Casa de Pasqual del Pobil (1784 - 1881)
- Casa de Carvajal (1881 - 1906)
- Casa de Echevarría (1906 - 1966)
- Casa de Wandosell (1966 - actualidad)